# René de Boisdeffre
Pour les articles homonymes, voir Boisdeffre.
René de Boisdeffre, de son patronyme complet Le Mouton de Boisdeffre, né le 3 avril 1838 à Vesoul et mort le 25 novembre 1906 à Vézelise, est un compositeur français du XIXe siècle, auteur d'une soixantaine d'œuvres de musique de chambre ainsi que de quelques pièces pour piano et de pages de musique vocale. 
Il est le petit-fils du général François René Cailloux, le petit-neveu du général Louis René Le Mouton de Boisdeffre et un cousin du général Raoul de Boisdeffre.
Assez conservateur dans son style, Boisdeffre semble devoir beaucoup à Gounod et Massenet en ce qui concerne sa musique vocale, tandis que ses partitions instrumentales ont été influencées par Lalo et Saint-Saëns.

## Biographie
René de Boisdeffre est né dans une famille de militaires mais ses aspirations musicales sont encouragées par sa mère, musicienne amatrice. Il prend des leçons de piano auprès de Charles-Édouard Wagner (premier prix du Conservatoire de Paris en 1827) puis avec Barbereau. Ses premières compositions éditées datent de 1864 et à partir de 1865 plusieurs de ses œuvres sont régulièrement jouées au Cercle de l'union artistique de Paris.
Au moment de la guerre franco-allemande de 1870, il compose dans son domaine lorrain de Vézelise qui a souffert des affres du conflit une de ses premières œuvres de grande envergure, le Quintette avec piano op. 11. Dès lors, il consacrera au domaine de la musique de chambre l'essentiel de sa production musicale. 
Il est lauréat du prix Chartier de l'Institut en 1883, et son Trio avec piano op. 32 remporte le prix de la fondation Pleyel-Wolff de la Société des compositeurs de musique en 1884.
En 1894 il est fait chevalier de la Légion d'honneur par décret du 30 juillet 1894.

## Œuvres

### Musique instrumentale
- Premier recueil de Trois Romances sans paroles pour piano, op. 1
- Deuxième recueil de Trois Romances sans paroles pour piano, op. 2
- Sérénade pour violon, orgue et piano, op. 5
- Mélodie pour alto et piano, op. 6
- Deux pièces pour piano, op. 7
- Scherzo-sérénade pour deux pianos, op. 9
- Trio avec piano en mi bémol majeur, op. 10
- Quintette avec piano en ré mineur, op. 11
- Sonate pour piano et violon (ou clarinette) no 1, en la majeur, op. 12
- Quatuor avec piano en sol mineur, op. 13
- Marche religieuse pour orchestre arrangée pour piano à quatre mains, op. 14
- Six pièces pour violoncelle et piano, op. 15
- Suite poétique pour violon et piano, op. 19
- Trois pièces pour clarinette (ou violon) et piano, op. 20
- Deux pièces (Romance et canzonetta) pour violon et piano, op. 21
- Suite romantique pour violon et piano, op. 24
- Quintette avec piano en ré majeur (piano, violon, alto, violoncelle, contrebasse), op. 25
- Trois pièces pour hautbois (ou violon ou violoncelle) et piano (ou orgue), op. 26
- Trois pièces pour flûte et piano, op. 31
- 2e Trio avec piano, en sol mineur, op. 32
- Berceuse pour alto et piano, op. 34
- Épithalame pour violon, violoncelle, harpe et orgue, op. 36
- Méditation et Cantilène pour violoncelle et piano, op. 37
- Douze morceaux de genre pour piano, op. 38
- Trois pièces pour clarinette (ou alto) et piano, op. 40 (1873)
- Suite orientale pour violoncelle (ou violon) et piano, op. 42
- Sextuor pour piano, quatuor à cordes et contrebasse (ad. lib.) en si bémol majeur, op. 43
- Pièces symphoniques pour piano à quatre mains, op. 44
- Élévation pour violoncelle et piano (ou orgue), op. 48
- Septuor pour piano, flûte, hautbois, clarinette, cor, basson et contrebasse ad. lib., en si bémol majeur, op. 49[9]
- 2e sonate pour piano et violon, en mi mineur, op. 50
- Lamento et Chant d'automne pour violoncelle et piano, op. 51
- Trois pièces pour trio avec piano, op. 54
- Rêverie pour viole d'amour (ou violon, ou alto, ou violoncelle) et orchestre à cordes avec harpe ou piano, op. 55
- Suite pour violoncelle et piano, op. 56
- Deux morceaux pour violon et piano, op. 57
- Sérénade pour flûte et piano, op. 59
- Andantino pour hautbois et piano, op. 60
- Élévation pour hautbois et piano op. 61
- Sonate pour piano et violoncelle, en fa majeur, op. 63
- Trois pièces en quatuor (piano, violon, alto, violoncelle), op. 64
- 3e Sonate pour piano et violon, en sol majeur, op. 67
- Romance pour violon et piano, op. 73
- 2 Idylles pour violon et piano, op. 75
- Deux pièces pour violon et piano, op. 77
- 2e Sextuor pour piano, quatuor à cordes et contrebasse, en la mineur, op. 81
- Suite pour trio avec piano, en ré majeur, op. 83
- Sérénade pour flûte, violon et piano, op. 85
- Scènes villageoises pour hautbois et piano, op. 86
- Poème pastoral pour violon (ou hautbois), violoncelle et piano, op. 87
- Chant d'église  pour violon avec accompagnement de piano ou orgue, op. 89
- Pastorale pour flûte ou hautbois et piano, op. 90
- 2e Quatuor avec piano, en mi bémol majeur, op. 91
- Suite lorraine pour piano, op. 92
- Trois pièces pittoresques pour violoncelle et piano, op. 93
- Chant nuptial pour orgue, violon, violoncelle et harpe
- Andante pour orgue expressif (ou harmonium) et piano
- Berceuse pour piano

### Musique de chambre
- op. 15 no 2 Hymne nuptial, élégie pour orgue, violon, violoncelle et harpe. Paris, J. Hamelle.
- op. 26 no 2 Prière, pour orgue et violon (ou violoncelle). Paris, J. Hamelle.
- op. 36 no 2 Epithalame, pour orgue (ou harmonium), violon, violoncelle et harpe (ou piano). Paris, J. Hamelle.
- op. 48 Elévation, pour orgue et violoncelle (ou violon). Paris, J. Hamelle.
- op. 61 Elévation, pour orgue et hautbois (ou violon). Paris, J. Hamelle.
- op. 89 Chant d’Eglise, pour orgue et violon. Paris, J. Hamelle.

### Musique vocale sacrée
- Sonnet à la Vierge Marie (2 tons). Paris, Enoch.
- Les roses de Nazareth (paroles françaises, 2 tons). Paris, Enoch.
- op. 80 Cantique (paroles françaises) à 2 voix égales avec solo. Paris, Enoch.
- O Salutaris pour baryton (ou contralto) avec accompagnement d'orgue ou harmonium, op. 4
- Ave Maria, pour deux voix avec accompagnement d'orgue, op. 35
- Le Cantique des Cantiques, scène biblique avec orchestre, paroles d'Élie Cabrol, op. 16
- Les Martyrs, drame sacré en trois parties de Louis Gallet, inspiré de Chateaubriand, op. 17
- Moïse sauvé des eaux (scène biblique pour soli et chœur), poème de Paul Collin, op. 18

### Musique vocale
- Six mélodies pour voix et piano, op. 3
- Les échos des bois, deux idylles pour chant et piano, op. 8
- Latone (scène lyrique pour soli et chœur), poème de Paul Collin, op. 22
- Printemps d'amour, recueil de cinq mélodies pour voix et piano, paroles de Paul Collin, op. 23
- L'Abeille, chœur pour voix de femme et ténor, poésie de Chantepie, op. 27
- Ewa la folle, légende norvégienne pour soli et chœurs, poème de Paul Collin, op. 28
- Jeanne d’Arc prisonnière, scène pour soprano, paroles de Paul Collin, op. 29
- Deuxième recueil de Six mélodies pour voix et piano op. 30
- Les Saisons, chœur pour voix de femmes, paroles de Paul Collin, op. 35(?)
- Mélodies pour voix et piano, op. 39
- Dans la Forêt, ode symphonie pour solo et chœurs, poésie d'Édouard Guinand, op. 41
- Troisième recueil de Six mélodies pour voix et piano, op. 45
- Les Lendemains de la Vie, ode pour soli et chœurs, paroles d'Édouard Guinand, op. 46
- Messe de Notre-Dame de Sion, pour soli, chœurs, orgue et orchestre, op. 47, créée le 22 novembre 1890 en l'église Saint-Eustache de Paris[10]
- Quatrième recueil de Six mélodies pour voix et piano, op. 53
- L'été, duo ou chœur pour 2 voix de femmes, paroles d'Édouard Guinand, op. 58
- Cinquième recueil de Six mélodies pour voix et piano, op. 65
- Sixième recueil de Six mélodies pour voix et piano, op. 68
- Le chant du pâtre, mélodie pour piano et chant, poésie d'Armand Silvestre, op. 78
- L'aube, mélodie pour piano et chant, paroles de Paul Collin, op. 79

### Musique orchestrale
- Marche religieuse, op. 14, exécutée aux Concerts officiels du Trocadéro le 7 juillet 1878 sous la direction d'Édouard Colonne[11]
- Pastorale, créée aux concerts Pasdeloup le 11 avril 1880[12]
- Au bord d'un ruisseau, sérénade champêtre pour orchestre, op. 52 (qui existe également en divers arrangements de musique de chambre)

## Discographie
- 2016 : Acte Préalable AP0362 – René de Boisdeffre - Works for violin and piano 1
- 2017 : Acte Préalable AP0379 – René de Boisdeffre - Works for flute and piano
- 2017 : Acte Préalable AP0401 – René de Boisdeffre - Works for viola and piano 1
- 2017 : Acte Préalable AP0402 – René de Boisdeffre - Works for viola and piano 2
- 2018 : Acte Préalable AP0414 – René de Boisdeffre - Choral Works
- 2018 : Acte Préalable AP0418 – René de Boisdeffre - Works for cello and piano
- 2019 : Acte Préalable AP0445 – René de Boisdeffre - Works for oboe and piano
- 2019 : Acte Préalable AP0446 – René de Boisdeffre - Works for piano trio
- 2018 : Acte Préalable AP0464 – René de Boisdeffre - Works for clarinet or cello and piano
- 2020 : Acte Préalable AP0478 – René de Boisdeffre - Works for Violin, Cello & Piano